# Arriva Střední Čechy
ARRIVA STŘEDNÍ ČECHY s.r.o. je autobusová dopravní společnost, která vznikla k 1. lednu 2015 sloučením kosmonoské společnosti Transcentrum Bus s. r. o. a dobříšské společností Bosák bus s. r. o. Podle obchodního rejstříku je ARRIVA STŘEDNÍ ČECHY s.r.o. od 1. ledna 2015 nový název stávající společnosti TRANSCENTRUM bus s.r.o., podle živnostenského rejstříku došlo k přejmenování už 10. prosince 2014, do jízdních řádů obou provozních oblastí byl nový název společnosti zaveden s platností od 1. března 2015. K 31. prosinci 2014 na ni (ještě pod starým názvem) přešlo jmění a závazky slučované společnosti Bosák bus s. r. o. Obě původní společnosti patřily od roku 2007 společnosti Arriva holding Česká republika s. r. o., která je prostřednictvím nizozemské společnosti Arriva Coöperatie W.A. členem původem britské dopravní skupiny Arriva, od roku 2010 patřící Německým drahám (DB). K 1. červnu 2017 byla ke společnosti ARRIVA STŘEDNÍ ČECHY s.r.o. připojena dosavadní společnost PROBO BUS a.s. a provozovny Příbram, Sedlčany a Praha-Stodůlky ze zanikající společnosti Arriva Praha s.r.o. Zároveň bylo sídlo společnosti přemístěno do Králova Dvora do dosavadního sídla společnosti PROBO BUS. Ředitelem Arriva Střední Čechy s.r.o. byl jmenován Zdeněk Abraham, dosavadní ředitel PROBO BUS, zatímco dosavadní ředitel Arriva Střední Čechy Martin Bělovský byl jmenován ředitelem nové společnosti Arriva City. Arriva Střední Čechy tak od 1. června 2017 má provozovny: Praha-Stodůlky, Praha-západ (provozovna Praha-Smíchov Na Knížecí), Sedlčany, Příbram, Dobříš, Králův Dvůr, Hořovice, Domažlice, Kosmonosy, Benátky nad Jizerou, Mnichovo Hradiště. K 2. červnu 2017 se vlastníkem ARRIVA STŘEDNÍ ČECHY s.r.o. stala společnost Arriva Transport Česká republika a.s.
V březnu 2019 získala společnost od Plzeňského kraje desetiletou zakázku na provozování autobusové dopravy ve dvou oblastech, pokrývajících většinu území kraje, a to od června 2020. Touto zakázkou jsou dopravní výkony společnosti oproti dosavadnímu stavu zhruba zdvojnásobeny.

## Původní společnosti
Společnost Transcentrum Bus měla před sloučením kolem 100 autobusů a 150 zaměstnanců, společnost Bosák Bus kolem 50 autobusů a 70 zaměstnanců.
Transcentrum Bus s. r. o. v roce 2012 provozovala asi 68 autobusových linek, převážně regionálních. Byla dominantním regionálním dopravcem v okrese Mladá Boleslav s přesahem do okolních okresů a krajů, směrem k České Lípě, Jičínu, Lysé nad Labem a Praze. Měl provozovny Kosmonosy, Benátky nad Jizerou, Mnichovo Hradiště a Bělá pod Bezdězem. Přestože většinu veřejné linkové autobusové dopravy podnik prováděl v rámci závazku veřejné služby pro Středočeský kraj, do Středočeské integrované dopravy ani Pražské integrované dopravy nebyl zapojen. Liberecký kraj a Královéhradecký kraj se na celkovém objemu objednaných výkonů podílely na přesahujících úsecích linek po 1 %. 7 linek (505, 540, 541, 543, 551, 552, 553) zčásti spadalo do integrovaného systému IREDO v Královéhradeckém kraji, do nějž se společnost zapojila 13. června 2010. 7 linek (260005, 260006, 260280, 260530, 260580, 260610, 540810), zejména do okolí Bezdězu, zasahovalo do Libereckého kraje, nebyly však zahrnuty do integrovaného systému IDOL. Z neveřejné dopravy patří mezi nejvýznamnější doprava pro Škoda Auto a. s. Za rok 2011 měl podnik výnosy kolem 120 milionů Kč z pravidelné osobní dopravy (ztráta asi 11 milionů Kč), 39 milionů z nepravidelné osobní dopravy (zisk necelé 4 miliony Kč), 20 milionů z cestovní kanceláře (zisk přes 440 tisíc Kč) a 23 milionů z opravárenské činnosti (zisk necelé 2 miliony Kč). Celková ztráta činila kolem 5,4 milionu Kč.
Bosák bus s. r. o. měla v době vstupu do skupiny Arriva v roce 2007 roční obrat kolem 80 miliónů Kč. V roce 2011 dopravce provozoval 21 veřejných linek, z toho 15 linek plně nebo částečně v rámci systému Středočeské integrované dopravy (převážně v rámci Středočeského kraje D25, D51, D52, D53, D54, D55, D56, D57, linky do Prahy D58, D89, D92, D95, D97, D98, D99, z toho dvě do Milevska, hlavními východisky linek jsou Dobříš, Příbram a Nový Knín), 5 linek v rámci Pražské integrované dopravy (338, 390, 438, 440 a 488, od prosince 2011 přibyla pražská městská linka 264) a 1 dálková linka mimo integrované systémy (133441 Praha - Písek - České Budějovice - Český Krumlov).

## Základní údaje
V textu dostupné v únoru 2020 společnost uvádí, že provozuje 442 autobusů a má celkem 644 zaměstnanců, z toho je 9 řidiček a 562 řidičů. V tiskové zprávě z 19. listopadu 2019 uvádí, že má 654 zaměstnanců (44 žen a 610 mužů), z toho 582 řidičů (10 žen, 572 mužů), 418 autobusů, 219 linek v pracovní den a 3714 spojů v pracovní den. Pro zakázku Plzeňského kraje od června 2020 společnost nakupuje 315 nových autobusů a nabírá zhruba 400 nových řidičů.

## Organizační uspořádání
Sídlo společnosti sídlí v Králově Dvoře. Provoz je rozdělen do následujících provozních oblastí:
- provozní oblast Mladá Boleslav (garáže v Kosmonosích[11])
- provozní oblast Dobříš (garáže v Dobříši, Příbrami a Hořovicích[11])
- provozní oblast Příbram (garáže v Dobříši a Příbrami)
- provozní oblast Králův Dvůr (garáže v Králově Dvoře a Hořovicích)
- provozní oblast Sedlčany (garáže v Sedlčanech)
- provozní oblast Hořovice (garáže v Hořovicích a Králově Dvoře)
- A další provozní oblasti v Plzeňském kraji.

Podle stánky Seznam-autobusu.cz, Arriva Střední Čechy obsluhuje území svými 600 autobusy, stránka dále uvádí provozovny s počtem autobusů, přívěsů atd. k datu 15.7.2024:
- Dobříš (36 autobusů)
- Domažlice - (47 autobusů, 1 osobní automobil, 1 přívěs)
- Hořovice (38 autobusů)
- Klatovy (38 autobusů)
- Kosmonosy - (89 autobusů, 4 osobní automobily)
- Kralovice-západ (15 autobusů)
- Králův Dvůr (80 autobusů + 1 veterán ŠKODA 706 RTO LUX)
- Plzeň (53 autobusů, 4 přívěsy)
- Příbram (96 autobusů + 1 veterán KAROSA ŠL11.1307 Turist)
- Sedlčany (29 autobusů)
- Stříbro (23 autobusů)
- Sušice (24 autobusů, 9 přívěsů)
- Tachov (29 autobusů, 1 přívěs)

## Autobusová doprava
V okolí Mladé Boleslavi (na území okresu Mladá Boleslav a ve směru k České Lípě, Jičínu, Lysé nad Labem nebo Praze) provozuje v lednu 2015 dopravu na 69 linkách s 94 autobusy, přičemž v pracovní dny je do pravidelného provozu vypravováno 85 autobusů. Zajišťuje dopravní obslužnost více než 160 obcí. Vozový park pro PAD tvoří autobusy značek Karosa, Iveco a SOR. Linky v této oblasti dosud nejsou začleněny do Středočeské integrované dopravy. Sedm linek částečně a jedna zcela je začleněno do systému IREDO v Královéhradeckém kraji (jako linky č. 553, 511, 540, 505, 552, 551, 543), čtyři linky do systému IDOL v Libereckém kraji (260005, 260280, 260580, 540381).
V rámci dobříšské provozní oblasti je zajišťována doprava v okolí Dobříše (na území okresu Příbram a ve směru k Praze), dále dálková linka Praha – Sedlčany – Milevsko a provoz v Pražské integrované dopravě z Prahy směrem na Štěchovice a okolí. Pro provoz na 21 linkách je určeno 55 autobusů, v pracovní dny je do pravidelného provozu vypravováno 47 autobusů. Linky obsluhují přes 100 obcí. Vozový park pro PAD tvoří autobusy značek Karosa, Iveco, Bova a Volvo. Na svém webu uvádí dopravce v dobříšské oblasti pouze 22 linek, z toho 13 linek v systému SID (D89, D92, D54 až D58, D60, D61, D95, D97, D98, D99) a 11 linek v systému PID (264, 338, 360, 361, 390, 437, 438, 439, 440, 460, 488).
Od 1. ledna 2016 došlo k výměně linek mezi dopravci PROBO BUS a. s. a Arriva Střední Čechy a. s. Městská linka 164 přešla z dopravce Arriva Střední Čechy na PROBO BUS, linky 361, 437 a 439 z dopravce PROBO BUS na dopravce Arriva Střední Čechy.
Ke dni sloučení společností a přejmenování společnosti nebyly vydány nové jízdní řády, do jízdních řádů obou provozních oblastí byl nový název společnosti zaveden s platností od 1. března 2015. V průběhu ledna však již začal být nový název uváděn na jízdenkách. Ceníky jízdného a smluvní přepravní podmínky zůstaly pro obě provozní oblasti samostatné.
Sloučená společnost zajišťuje provoz v řadě integrovaných systémů, například v IDOL, královéhradeckém IREDO, v PID a SID, v integrované dopravě Plzeňska, a dále s komerčním tarifem nejen v dálkové dopravě, ale i na vybraných regionálních linkách na Mladoboleslavsku a Domažlicku. Zajišťuje městskou autobusovou dopravu v Příbrami, Hořovicích a Berouně a Králově Dvoře. Provozuje přeshraniční linky do měst Furth im Wald, Cham nebo Passau. Také provozuje cyklobus na Čerchov v Českém lese a cyklobusy do Brd. K blíže neurčenému datu v textu dostupném v únoru 2020 uvádí, že celkem provozuje 235 linek a v pracovní den vykoná 3672 spojů. Má 8 dispečinků a 9 informačních kanceláří.
Arriva Střední Čechy získala desetiletou smlouvu na provozování veřejné dopravy v Plzeňském kraji od 14. června 2020, kde nahrazuje dosavadního dopravce ČSAD autobusy Plzeň ze skupiny Z-Group Zdeňka Zemka. Území kraje bylo rozděleno do dvou soutěží pro dvě oblasti kraje (sever a jih), v obou byl průběh a výsledek shodný. Původní dopravce byl ze soutěže Plzeňského kraje vyřazen, protože neposkytl požadované finanční záruky 20 milionů Kč. ČSAD Autobusy Plzeň chtěla proti vyřazení podat námitky, protože příčinou vyloučení je podle ní pouze to, že došlo k administrativnímu pochybení a doklad o bankovní garanci byl přiložen pouze v kopii místo v originále, a každý slušně se chovající zadavatel by v takovém případě měl umožnit v krátké lhůtě odstranit podobnou administrativní marginálii. Společnost BusLine se do soutěže nepřihlásila a soutěž zpochybnila kvůli zadávací dokumentaci, svou stížnost k Úřadu pro ochranu hospodářské soutěže však později stáhla.
Na tyto linky má Arriva SČ vypravovat jen nové autobusy v barvách Plzeňského kraje, které budou klimatizované, vybavené dobíječkami a na páteřních trasách i wifi. Většina autobusů má být nízkopodlažních. Některé budou vybaveny skiboxem nebo cyklodržákem, některé mají mít i tažné zařízení pro cyklovlek. Pro dopravu v Plzeňském kraji dopravce nakupuje celkem 315 nových autobusů, a to značek Dekstra, Iveco, MAN a Setra. (V březnu 2019 společnost uváděla, že polovina autobusů bude od společnosti Iveco a druhou polovinu dopravce vybere z nabídek společností Setra, Mercedes a MAN.) Z toho je 145 autobusů Iveco LE Crossway 10.8. Zpráva z března 2019, kdy společnost zakázku získala, hovořila o 320 nových autobusech. Nové vozy jsou ve čtyřech kategoriích: dodávky, střední autobusy do 11 metrů délky, standardní autobusy o délce 12 až 12,5 metru a velkokapacitní čtrnáctimetrové až patnáctimetrové. S dosavadním dominantním krajským dopravcem společnost jednala o převzetí části řidičů, dep i servisních středisek. Hodnota zakázky je kolem 7 miliard korun. V dosavadní zakázce platil kraj stávajícímu dopravci přes 37 Kč/km (z čehož jízdné pokryje zhruba 8 Kč/km), Arrivě má v prvním roce platit 39 Kč/km, a to v bruto smlouvě (dopravce nemá žádný příjem z jízdného, ale je placen pouze krajem podle ujetých kilometrů). Společně s nástupem nového dopravce má být zaveden vlastní tarif Plzeňského kraje, a to přestupní integrovaný, pro jednotlivé jízdné i pro předplatné. Původní dopravce ČSAD Autobusy Plzeň však i nadále má provozovat MHD v Klatovech, Domažlicích, Tachově, Stříbře a Přešticích.
Zájezdovou dopravu organizuje společnost také pro obě provozní společnosti samostatně. Uvádí, že spolupracuje s cestovními kancelářemi jako Čedok, Fischer, Firo Tour a zajišťuje pravidelné svozy a rozvozy zaměstnanců pro různé výrobní závody jako je Škoda Auto, a.s., Johnson Controls a Behr. Společnost prezentuje i svoji vlastní cestovní kancelář TC Travel Prague (TC je zkratka původního názvu dopravní společnosti TransCentrum). Společnost přepravuje fotbalisty provoligového FK Mladá Boleslav na jejich zápasy nebo hrece mladoboleslavského divadla na zájezdová vystoupení.

## Vozový park
K 15.7.2024 má dopravce celkem 600 provozních autobusů a dva historické autobusy.
Z historických autobusů společnost vlastní a příležitostně provozuje vůz Škoda 706 RTO Lux a Karosa ŠL11.1307 Turist.